# 「六·五」隧道慘案舊址
「六·五」隧道慘案舊址建于演武厅原址上，位于渝中区磁器街。演武厅隧道口是六五隧道惨案的发生地。旧址上雕有受难重庆人民的悲惨神情，体现出了这场惨绝人寰的大轰炸的悲烈。展厅中展示着十余张照片，其中一张照片上显示的是大轰炸后一重庆市民在建筑物的断壁残垣上刷上“愈炸愈强”的标语。体现出陪都人民不屈不挠，忠贞爱国，艰苦奋斗，团结互助，慷慨捐输，共赴国难之意志。展厅中布一留言册，来访者多写下爱国主义言论。近年来也有很多民间团队组织参观。
1987年1月23日列為重慶市第二批市級文物保護單位初定名單。1992年3月19日列為重慶市第二批市級文物保護單位。2000年9月7日列為第一批重慶市文物保護單位。2009年12月15日幷入第二批重慶市文物保護單位重慶大轟炸遺址群。

## 背景
抗日战争1938年至1941年期间，日军对中国陪都进行大轰炸。1941年6月5日夜，重庆发生隧道惨案。
重庆的防空设施并不完善。重庆公共防空大隧道设在市中区的十八梯附近，是一条由地面向下深挖10米，然后平伸约2公里长，宽高各2米，有3个出口的避难隧道。隧道是一条供一般市民使用的临时简易防空隧道，没有足够的通风设备和照明设备。平时可容纳四五千人避难。
1941年6月5日晚9时许。日军对重庆进行大规模的“地毯式”反复轰炸。市中区居民准备不充分，接到警报后未及时疏散开，而是拥向公共防空大隧道中，洞内人数急剧增多，以至饱和。管理隧道口的宪兵及防护人员将铁栅围上，不准隧道内的市民在空袭期间出入隧道。在达十余小时的挤压，高温的状态之中，除洞口百余人逃于劫难外，其余避难人士全部死亡，惨不忍睹。